# Ana Galvis Hotz
Pour les articles homonymes, voir Hotz.
Ana Galvis Hotz, née à Bogota, en 1855, morte dans cette même ville en 1934, a été la première femme médecin en Colombie et en Amérique latine. Elle a étudié en Suisse, ne pouvant être admise à l'époque dans les universités colombiennes, et sa thèse a été remarquée.

## Biographie
Fille de la Suissesse Sofia Hotz et du médecin colombien Nicanor Galvis,, elle est née au sein d'une famille aisée et se signale par son parcours scolaire. En raison des difficultés pour être admise à l'époque, comme femme, dans une université colombienne, Ana s'inscrit à la Faculté de médecine de l'université de Berne en Suisse, en avril 1872, en étant la première Colombienne et la première étudiante régulière admise dans cette université.
Elle obtient le titre de médecin en Suisse le 26 juillet 1877. Sa thèse, qui décrit précisément et met en exergue la structure cylindrique des tissus du placenta, porte  sur l'épithélium amniotique, qui n'avait jamais été étudié selon cette approche,.
À son retour à Bogota, elle  exerce la médecine comme « spécialiste des maladies de l'utérus et de ses environs », et est reconnue comme la première spécialiste colombienne en gynécologie,.